# Ен (типографија)
Ен је типографска јединица, величине пола „ем“. 
По дефиницији је једнако половини висине фонта (нпр. у типу од 16 point-а има 8 point-а). Као што и само име каже, то је такође и традиционална ширина слова „Н“.
„Ен“ цртица (-) и „ен“ размак су сваки ширине једног „ен“. У енглеском се ова цртица користи унутар речи.

## „Ен“ цртица против „ем“ цртице
„Ен“ цртица је пола ширине једне „ем“ цртице. Ширина „ен“ цртице је у почетку била ширина штампаног слова „Н“, док је ширина „ем“ цртице била ширина слова „М“. Традиционално се „ем“ цртица, са размацима између текста или без њих, користила као цртица у самом тексту. Књига Елементи типографског стила препоручује краћу „ен“ цртицу и тврди да дужина и сама величина „ем“ цртице „припада тапацираној и утегнутој естетици Викторијанског периода“. „Ен“ цртица са размацима је такође стил неких од најпознатијих издавача (Penguin и Routletge су међу њима). Ипак, неки дуготрајни типографски водичи као што је The Chicago Manual Of Style и даље препоручују „ем“ цртице без размака. У пракси, нема правог договора, па је то питање личног укуса или укуса саме издавачке куће; важно је само да употреба мора бити конизистентна.
„Ен“ цртица (увек са размацима у тексту) и „ем“ цртица са размацима обе имају извесне техничке предности над „ем“ цртицом без размака у оквиру текста. У већини текстова припремљених за штампу и у обради текста, размак између речи се очекује да варира, тако да би могло да се уради поравњање редова с обе стране. Само у интерпункцији то означава паузе или логичне везе у тексту, „ем“ без размака то онемогућава за речи између којих стоји. Резултат може бити неједнако поравњање текста.
„Ен“ цртица се често више користи од „ем“ цртице када је текст организован у уским колонама (као у новинама или сличним публикацијама). „Ем“ цртица са размаком уводи ризик претераног раздвајања речи: то је већ присутно, а размаци повећавају раздвојеност. У потпуном поравњању текста, суседни размаци могу бити растегнути, а тиме и раздвојеност речи још више наглашена.